# Оцука, Акио
Акио Оцука (яп. 大塚 明夫 О:цука Акио, 24 ноября, 1959, префектура Токио) — японский сэйю. Сотрудничает с Mausu Promotion. Его отец также актёр озвучивания — Тикао Оцука.

## Биография
До 23 лет Акио работал водителем грузовиков. Затем поступил в Театральный институт Бунгакудза, однако не завершил учебу, покинув институт через год. После этого подрабатывал в различных местах и время от времени выступал в театрах.
Его дебютной работой в качестве актера озвучивания аниме стал Сильвер в OVA «Всемирно известная серия сказок» (англ. World Famous Fairy Tale Series).
Кроме аниме активно работает в дубляже кино, известен ролями Стивена Сигала, Николаса Кейджа, Дензела Вашингтона, и игр — например, Акио голос Солида Снейка из серии игр Metal Gear.
В 2012 году победил в номинации «Лучший актёр» Newtype Anime Awards, а в 2015 году стал лауреатом награды имени Кэя Томиямы Seiyu Awards.

## Позиции в Гран-при журнала Animage
- 1991 год — 15-е место в Гран-при журнала Animage, в номинации на лучшую мужскую роль[9];
- 2006 год — 19-е место в Гран-при журнала Animage, в списке лучших сэйю[10].

## Роли

### В аниме
- 1988 год — F (Горо);
- 1988 год — Легенда о героях Галактики OVA-1 (Чун Учэн);
- 1988 год — Armor Hunter Mellowlink (лейтенант Кик Кэррадайн);
- 1989 год — Legend of Lemnear[англ.] (Вуан);
- 1989 год — Ведьмина служба доставки (Капитан дирижабля);
- 1989 год — Angel Cop (Хакер);
- 1989 год — Полиция Будущего (Гомиока / Катаока);
- 1989 год — Magical Hat[англ.] (Горд Бабун);
- 1990 год — Счастливое семейство Муми-троллей (Муми-папа);
- 1990 год — Fushigi no Umi no Nadia (Капитан Немо);
- 1990 год — Хаккэндэн: Легенда о Псах-Воинах (Дайкаку Инумура);
- 1990 год — Mad Bull 34 (Джон Эстес (Бешеный Бык));
- 1991 год — Mobile Suit Gundam 0083: Stardust Memory (Анавель Гато);
- 1991 год — 3x3 глаза (Бэнарэс);
- 1991 год — Lupin III: Napoleon’s Dictionary (Маккалум);
- 1991 год — The Heroic Legend of Arslan[англ.] (Андрагорас III);
- 1991 год — Kikyu Hasshin Saver Kids (Расуто);
- 1991 год — Otaku no Video (Канда / Голос за кадром);
- 1991 год — Счастливое семейство Муми-троллей 2[англ.] (Муми-папа);
- 1992 год — Babel II (Ёми);
- 1992 год — Порко Россо (Куртис);
- 1992 год — Lupin III: From Russia With Love (Донбино);
- 1992 год — Karasu Tengu Kabuto: Ogon no Me no Kemono (Расэцубо);
- 1992 год — Комета в Долине Муми-троллей[англ.] (Муми-папа);
- 1992 год — Scramble Wars[англ.] (Заксон);
- 1992 год — Kyou Kara Ore Wa!![англ.] (Сиратори);
- 1993 год — Kouryuu Densetsu Villgust[англ.] (Муробо);
- 1993 год — Полудракон (Дамараму);
- 1993 год — Black Jack OVA (Чёрный Джек);
- 1994 год — Dirty Pair Flash[англ.] (Галди);
- 1994 год — Koukou Butouden Crows[англ.] (Мэгуми);
- 1994 год — Combustible Campus Guardress[англ.] (Тоута Кидзима);
- 1994 год — Nana Toshi Monogatari: Hokkyokukai Sensen[англ.] (Кеннет Гильфорд);
- 1994 год — Kizuna (Маса);
- 1994 год — Ogre Slayer[англ.] (Исюин);
- 1994 год — Tenchi Muyo! Ryo-Ohki OAV 2 (Адзуса);
- 1994 год — Aokushimitama Blue Seed (Дайтэцу Куникида (глава Отдела));
- 1994 год — Тёмный Мститель Дарксайд (Кэндзо);
- 1994 год — Mahoujin Guru Guru TV[англ.] (Сайко);
- 1994 год — Montana Jones (Монтана Джонс);
- 1994 год — Рыцари магии (ТВ-1) (Виндхэм);
- 1994 год — Key the Metal Idol[англ.] (Аой);
- 1995 год — Мобильный ГАНДАМ Дубль-вэ (ТВ) (Зам. министра Дарлиан);
- 1995 год — Рыцари магии (ТВ-2) (Виндхэм);
- 1995 год — Street Fighter II Victory (Голос за кадром);
- 1995 год — Lupin III: Farewell to Nostradamus (Крис);
- 1995 год — 3х3 глаза: Сказание Сэймы (Бэнарэс);
- 1995 год — Twin Signal[англ.] (Синносукэ Отой);
- 1995 год — Kaitou Saint Tail[англ.] (Детектив Асука / Асука-старший);
- 1995 год — Призрак в доспехах (Бато);
- 1995 год — Chinmoku no Kantai OVA-1 (Хироси Фукамати);
- 1996 год — Black Jack: Heian Sento (Чёрный Джек);
- 1996 год — City Hunter: The Secret Service (Джеймс Макгайр);
- 1996 год — Rurouni Kenshin (ТВ) (Удо Дзинъэ (Курогаса));
- 1996 год — Fire Emblem (Корнелиус);
- 1996 год — Видение Эскафлона (ТВ) (Гоу);
- 1996 год — Клуб любителей магии OVA (Минору Минова);
- 1996 год — Могучая Берди OVA-1 (Георг Гомес);
- 1996 год — Возвращение Рубак на большой экран (Отец Селены);
- 1996 год — Martian Successor Nadesico (Койтиро Мисумару);
- 1996 год — Black Jack Movie (Чёрный Джек);
- 1997 год — Ayane's High Kick[англ.] (Кунимицу Тангэ);
- 1997 год — Мобильный ГАНДАМ Дубль-вэ: Бесконечный Вальс OVA (Голос за кадром);
- 1997 год — Mahou Gakuen Lunar! Aoi Ryu no Himitsu[англ.] (Минотавр);
- 1997 год — Night Warriors: Darkstalkers' Revenge (Димитрий);
- 1997 год — Гиперполиция (Батанэн Фудзиока);
- 1997 год — Agent Aika (Годзо Айда);
- 1997 год — Chuuka Ichiban (Чоу Юй);
- 1997 год — Пламя Рэкки (Кай);
- 1997 год — Рыцари магии OVA (Виндхэм);
- 1997 год — Ryuuki Denshou[англ.] (Басю);
- 1997 год — Hyper Speed GranDoll[англ.] (Рыцарь);
- 1997 год — Eikou eno Spur: Igaya Chiharu Monogatari (Кунио Игая);
- 1998 год — Триган (ТВ) (Рай-Дей «Блэйд»);
- 1998 год — Basar[англ.] (Кадзан);
- 1998 год — Ковбой Бибоп (ТВ) (Уитни Хагас Мацумото (эп. 15));
- 1998 год — Neo Ranga[англ.] (Сёго Хасэока);
- 1998 год — Silent Mobius[англ.] (Радзан Намигумо);
- 1998 год — Shin Otokogi[англ.] (Кёсукэ Мурата);
- 1998 год — Geobreeders: File-X Chibi Neko Dakkan[англ.] (Капитан Ядзима);
- 1998 год — Голго-13: Королева пчёл (Дюк Того / Голго 13);
- 1998 год — Мобильный ГАНДАМ Дубль-вэ: Бесконечный Вальс — Фильм (Голос за кадром);
- 1998 год — Martian Successor Nadesico: Prince of Darkness (Койтиро Мисумару);
- 1998 год — Kurogane Communication (Хорни);
- 1999 год — Melty Lancer: The Animation[англ.] (Коллинз);
- 1999 год — Нанако (Дзёдзи Огами);
- 1999 год — Сол Бьянка: Сокровища погибших планет (Гвен Джон);
- 1999 год — Sakura Taisen 2[англ.] (Сэйя Огата);
- 2000 год — Black Jack: The Boy Who Came from the Sky (Чёрный Джек);
- 2000 год — Звёздный Флаг (ТВ) (Самсон);
- 2000 год — Amon: The Darkside of The Devilman[англ.] (Амон);
- 2000 год — Geobreeders 2: Mouryou Yuugekitai File-XX Ransen Toppa[англ.] (Капитан Ядзима);
- 2000 год — Sci-fi Harry[англ.] (Мик);
- 2000 год — Legendary Gambler Tetsuya[англ.] (Досакэн);
- 2000 год — SIN: Создатели монстров[англ.] (Винсенцо Манчини);
- 2000 год — Ван-Пис (спецвыпуск #1) (Капитан Джок);
- 2001 год — Secret of Cerulean Sand[англ.] (Кристоф Бальзак);
- 2001 год — Touch (спецвыпуск второй) (Фудзимура);
- 2001 год — Lupin III: Alcatraz Connection (Энди);
- 2002 год — Стальная тревога (Андрей Калинин);
- 2002 год — Тэнти — лишний! (ТВ-3) (Адзуса Масаки Дзюрай);
- 2002 год — Маленькая Принцесса Юси[англ.] (Роквелл (эп. 19));
- 2002 год — Asobotto Senki Goku[англ.] (Джи-Кэй);
- 2002 год — Призрак в доспехах: Синдром одиночки (ТВ) (Бато);
- 2002 год — Piano: The Melody of a Young Girl's Heart[англ.] (Сэйдзи Номура);
- 2003 год — L/R: Licensed by Royalty[англ.] (Мистер);
- 2003 год — Ashita no Nadja (Хосе Родригес);
- 2003 год — Boku no Son Gokuu (Сагодзё);
- 2003 год — Стальная тревога: Фумоффу (Андрей Калинин);
- 2003 год — One Piece («Чёрная Борода» Маршалл Д. Тич);
- 2003 год — Однажды в Токио (Доктор);
- 2003 год — The Galaxy Railways (Шванхельт Булг);
- 2003 год — Popolocrois[англ.] (Пиэтро);
- 2003 год — Инуяся (фильм третий) (Отец Инуяси);
- 2003 год — Black Jack Special: Inochi o Meguru 4tsu no Kiseki (Чёрный Джек);
- 2004 год — Nitaboh: Tsugaru Shamisen Shiso Gaibun[англ.] (Сантаро);
- 2004 год — Призрак в доспехах 2: Невинность (Бато);
- 2004 год — Massugu ni Ikou (2004)[англ.] (Гэн);
- 2004 год — Сержант Кэроро (ТВ) (Гаруру);
- 2004 год — Kyo Kara Maoh! (Гвендал);
- 2004 год — Самурай Чамплу (Окуру (эп. 16-17));
- 2004 год — Stratos 4 (2004)[англ.] (Расследователь Цукино);
- 2004 год — Блич (ТВ) (Сюнсуй Кёраку);
- 2004 год — Black Jack (2004) (Чёрный Джек);
- 2004 год — Ходячий замок (Король Ингарии);
- 2005 год — Ван-Пис: Фильм шестой (Барон Омацури);
- 2005 год — Kyou Kara Maou! — Second Series (Гвендал);
- 2005 год — Стальная тревога! Новый рейд (ТВ) (Андрей);
- 2005 год — Banner of the Stars (Самсон);
- 2005 год — Призрак в доспехах: Синдром одиночки OVA-1 (Бато);
- 2005 год — Black Jack Movie (2005) (Чёрный Джек);
- 2005 год — Dr. Pinoko’s Forest Adventure (Чёрный Джек);
- 2006 год — Призрак в доспехах: Синдром одиночки OVA-2 (Бато);
- 2006 год — Блич OVA-2 (Сюнсуй Кёраку);
- 2006 год — Кулак Северной Звезды — Фильм (2006) (Южанин);
- 2006 год — Ray the Animation[англ.] (B.J);
- 2006 год — Black Jack 21 (Чёрный Джек);
- 2006 год — Детектив Конан (фильм 10) (Инспектор Ёкомидзо);
- 2006 год — Стальная тревога! Новый рейд OVA (Андрей Калинин);
- 2006 год — Койот Рэгтайм (Мистер);
- 2006 год — Наруто (фильм третий) (Митиру Цуки);
- 2006 год — Призрак в доспехах: Синдром одиночки — Фильм (Бато);
- 2006 год — Дух Солнца (Ян);
- 2006 год — The Galaxy Railways: Eternal Divergence (Шванхельт Булг);
- 2006 год — Паприка (Тосими Конакава);
- 2006 год — Блич (фильм первый) (Сюнсуй Кёраку);
- 2007 год — The Galaxy Railways: A Letter from the Abandoned Planet (Шванхельт Булг);
- 2007 год — Кулак Северной Звезды OVA-1 (Южанин);
- 2007 год — Aika R-16: Virgin Mission[англ.] (Годзо Айда);
- 2007 год — Демон против демонов (Моррисон);
- 2007 год — Агент Вексилл (Сайто);
- 2007 год — Нейро Ногами: детектив из Ада (Масакагэ Сирота (эп. 1));
- 2007 год — Nasu: Suitcase no Wataridori[англ.] (Марко Ронданини);
- 2007 год — Kyo Kara Maoh! R (Гвендал);
- 2007 год — Блич (фильм второй) (Сюнсуй Кёраку);
- 2008 год — Рыцари Зодиака OVA-3 (Аид);
- 2008 год — Kyo kara Maoh! 3rd Series (Гвендал);
- 2008 год — Рубаки: Революция (Вайзер);
- 2008 год — Eiga Yes! Precure 5 GoGo! Okashi no Kuni no Happy Birthday (Мусибан);
- 2008 год — Блич (фильм третий) (Сюнсуй Кёраку);
- 2009 год — Street Fighter IV: The Ties That Bind (Сет);
- 2009 год — Suzumiya Haruhi-chan no Yuuutsu[англ.] (Аракава-сан);
- 2009 год — Детектив Конан (фильм 13) (Дзюго Ёкомидзо / Санго Ёкомидзо);
- 2009 год — Dogs: Stray Dogs Howling in the Dark (Михай);
- 2009 год — Canaan (Шам);
- 2009 год — AIKa ZERO[англ.] (Годзо Айда);
- 2009 год — hajime no ippo:new chellender (Брайан Хоук)
- 2009 год — Император джунглей (спэшл) (Кэндзо Ояма);
- 2009 год — TO[англ.] (Дан);
- 2009 год — Tales of Symphonia the Animation: Tethe’alla Episode (Регал Брайан);
- 2010 год — Дурни, Тесты, Аватары (Сойти Нисимура);
- 2010 год — Durarara!! (Сингэн Киситани);
- 2012 год — Fate/Zero (Райдер)
- 2013 год — Space Battleship Yamato 2199 (Генерал Домель)
- 2014 год — Space Dandy (Тостер)
- 2015 год — Shisha no Teikoku (М)
- 2016 год — Берсерк (Рыцарь-череп)
- 2016 год — Моб Психо 100 (Экубо)
- 2017 год — Boku no Hero Academia (Все За Одного)
- 2018 год — Golden Kamuy (Тэцудзо Нихэй)
- 2019 год — Дороро (Дзюкай)
- 2019 год — Carole & Tuesday (Гас Голдман)
- 2019 год — Beastars (Гохин)
- 2019 год — Star Twinkle PreCure (Ёити Хосина)
- 2019 год — Сага о Винланде (Торкель)
- 2020 год ― Akudama Drive (Палач Мастер)
- 2022 год — Girls' Frontline[англ.] (Березович Крюгер);
- 2022 год — Блич: Тысячелетняя кровавая война (Сюнсуй Кёраку)

### В видеоиграх
- Серия Metal Gear — Биг Босс/Солид Снейк/Солидус Снейк
- Final Fantasy XII — Судья Габрант
- Street Fighter IV — Сет
- Серия Marvel: Ultimate Alliance — Блэйд
- Spawn: Armageddon — Спаун
- Soulcalibur II — Спаун
- Серия Onimusha — Ода Нобунага
- Yakuza 3 — Рюдзо Тамия
- Prince of Persia: The Two Thrones — Принц
- Cosmic Break — Дракен
- Fitness Boxing — Бернард[11]
- Серия Kingdom Hearts — Ксеханорт
- Berserk and the Band of the Hawk — Рыцарь-череп
- Gungrave G.O.R.E. — Зелл Кондорбрейв
- Danganronpa V3:Killing Harmony  — Рёма Хоши
- Yakuza: Like a Dragon  — Коичи Адачи